# Tresekammer (Lübeck)

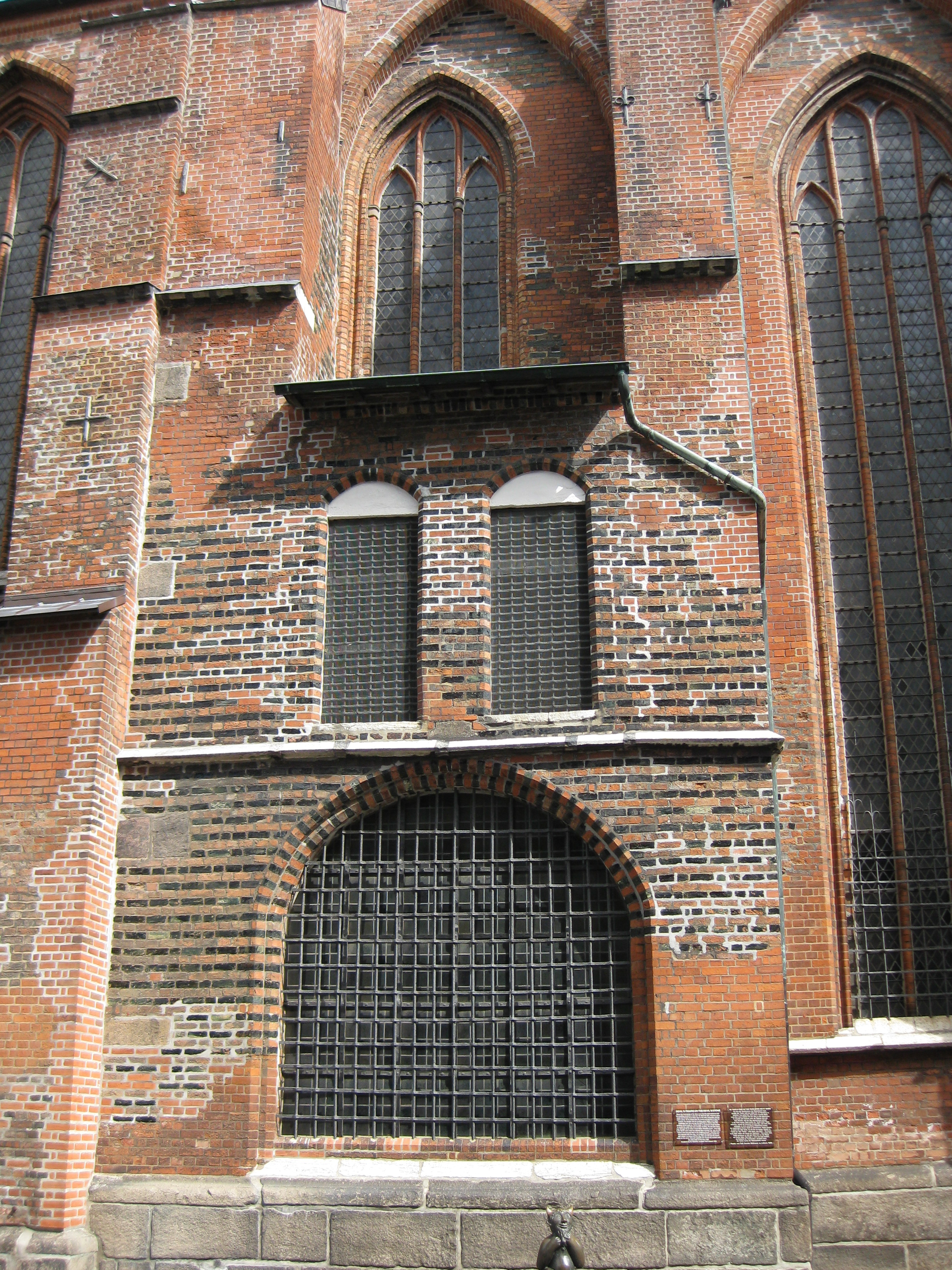
Die stark vergitterten Fenster der Trese über der Bürgermeisterkapelle im Erdgeschoss

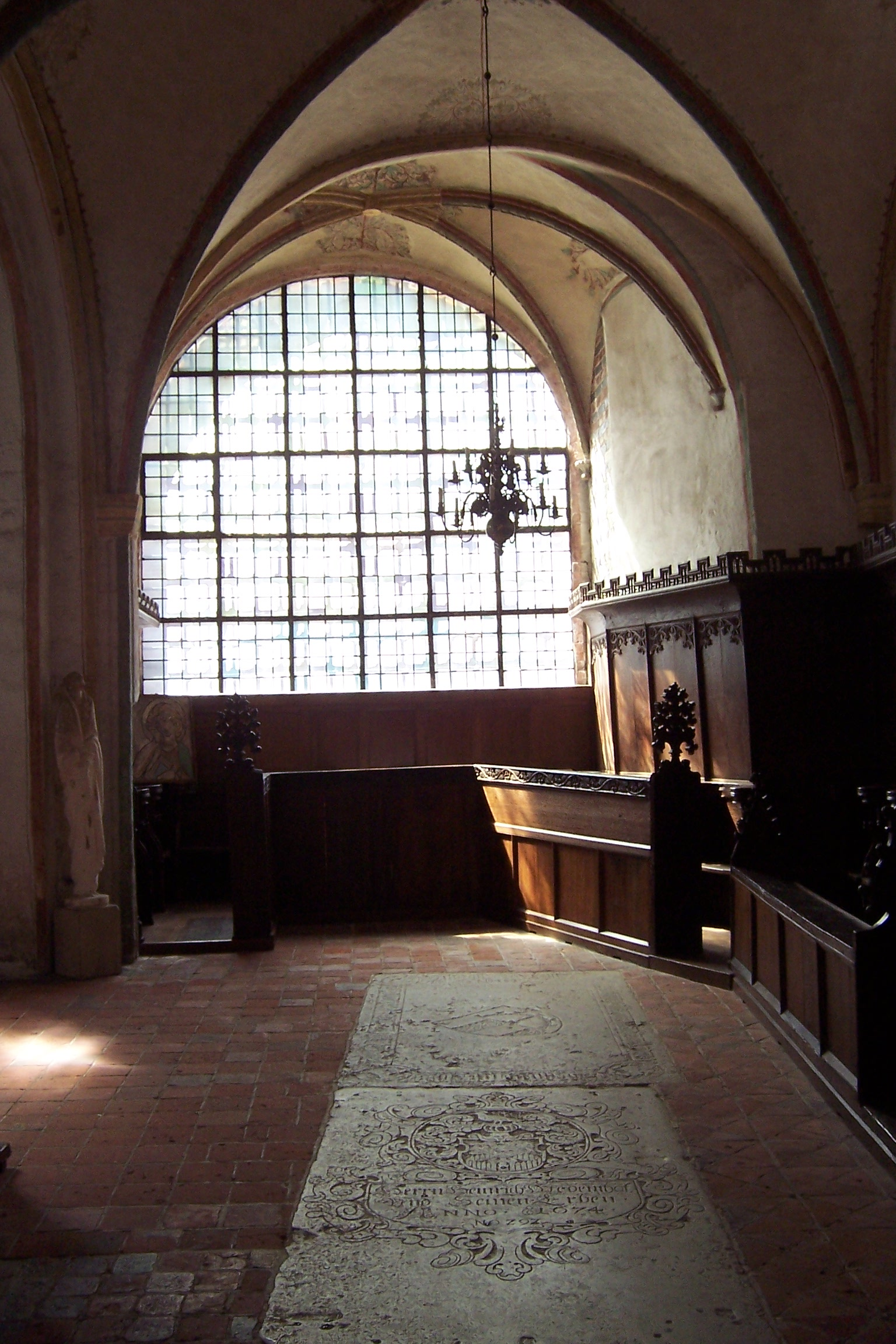
Blick in die Bürgermeisterkapelle

Die Tresekammer oder kurz Trese (von Altgriechisch thesaurus ‚Schatz‘ bzw. Latein tresecamere oder Althochdeutsch treserye ‚Schatzkammer‘) war die alte Schatzkammer des Rates der Hansestadt Lübeck zur Aufbewahrung von Urkunden und Wertsachen. Sie ist seit 1298 ein weltlicher Baukörper in der Lübecker Marienkirche.

## Geschichte der Tresekammer
Die Marienkirche wurde in Lübeck vom Rat in Konkurrenz zum bischöflichen Lübecker Dom direkt neben dem Rathaus erbaut. An die Südostecke des Chorumgangs neben der heute als Haupteingang genutzten Süderhalle baute der Rat der Stadt im 13. Jahrhundert eine eigene Kapelle, die Bürgermeisterkapelle, die im Außenmauerwerk am Wechsel von schwarz glasiertem und unglasiertem rotem Backstein deutlich abgesetzt zu erkennen ist. Nach Walter Paatz soll mit ihrem Bau bereits 1289 begonnen worden sein. In ihrem noch erhaltenen gotischen Gestühl aus dem 15. Jahrhundert wurde jeweils der neugewählte Rat in sein Amt eingesetzt. Die Schnitzarbeiten, insbesondere an den Wangen dieses Gestühls, verweisen auf den Humor der damaligen Zeit.
Im Obergeschoss dieser Kapelle befindet sich die Trese, der besonders gesicherte Aufbewahrungsort der städtischen Privilegien, Urkunden, Handfeste und der Verträge des Lübecker Rates und Dokumente der Hanse. Sie wurde 1298 erstmals urkundlich erwähnt. Die Trese ist gut an den starken Vergitterungen zu erkennen, die schon das Fenster der darunter liegenden Bürgermeisterkapelle sichern. Die Trese wird über einen Wendelstein erschlossen. Auch heute noch ist dieser Teil der Kirche in städtischem Besitz des Archivs der Hansestadt Lübeck, das hier 1854 unter dem ersten Staatsarchivar Carl Friedrich Wehrmann seinen organisatorischen Anfang nahm. Das städtische Eigentum an den Räumen in der Kirche wurde allerdings 1971 durch einen entsprechenden Nießbrauch der Stadt am Kirchengrundstück ersetzt. Im Inneren der Trese finden sich hinter sieben Schlössern und zwei schweren Türen an den Wänden rundum Einbauschränke und Truhen zur Lagerung der Wertsachen, die hier seit den Auslagerungen wegen des Zweiten Weltkrieges 1940 aber nicht mehr verwahrt werden. Durch die Abgrenzung vom Kirchenraum wurde die Trese selbst, ebenso wie die Bürgermeisterkapelle darunter, nicht durch das Feuer in der Kirche infolge des Luftangriffs auf Lübeck im März 1942 in Mitleidenschaft gezogen. Nach einer Begehung durch Vertreter des Archivs und der Denkmalpflege 2009 wurde ein zum Verschluss der Archivschränke benutzter Splint als Lübecks ältester Münzstempel von 1250 identifiziert.
In der Zeit von 1469 bis 1496 waren die von König Christian I. an Lübeck verpfändeten dänischen Kronjuwelen in der Trese unter Verschluss. In der Trese sammelte der Rat unter dem Bürgermeister Jürgen Wullenwever auch das 1531 beschlagnahmte Lübecker Kirchensilber. Es handelte sich um mehr als 96 Zentner Silber, das 1533 zur Finanzierung der Grafenfehde und eines Kaperkrieges gegen die Umlandfahrer aus den Niederlanden eingeschmolzen wurde.
Der östliche Anbau der jüngeren Molenkapelle, auch düstere Kapelle genannt, an die Bürgermeisterkapelle erfolgte erst um 1395.